# Burkhart Rümelin
Burkhart Rümelin (* 19. Juli 1916 in Berlin; † 9. November 2012) war ein deutscher Ingenieur auf dem Gebiet der Wasserwirtschaft.

## Leben
Der Sohn von Theodor Rümelin machte 1935 sein Abitur am Wilhelmsgymnasium München. Im Jahr 1939 machte er sein Diplomexamen im Bauingenieurwesen an der TU München und 1942 die Große Staatsprüfung für den Höheren Technischen Verwaltungsdienst. Er war Offizier der Artillerie im Zweiten Weltkrieg. Danach machte er eine Lehre als Zimmerer.
1950 erfolgte die Übernahme in den Staatsdienst, er hatte Aufgaben im Verkehrswasserbau in Bamberg, Nürnberg, Passau und Regensburg. Ab 1965 übernahm er die Leitung des Wasser- und Schifffahrtsamts in Frankfurt am Main. Im Jahr 1969 wurde er Ministerialdirektor für den Bereich Wasser- und Schifffahrtsverwaltung im Bundesverkehrsministerium in Bonn. Ab 1975 war er ordentliches Vorstandsmitglied der Rhein-Main-Donau AG.
Die Technische Universität München verlieh Rümelin am 7. November 1979 die Doktorwürde (Doktoringenieur Ehren halber) Dr.-Ing. E. h.

### Besondere Mitwirkung
- Elbe-Seitenkanal mit Schleuse Uelzen (23 m Hubhöhe) und Schiffshebewerk Scharnebeck (38 m Hubhöhe)
- Main-Donau-Kanal
- Eider-Sperrwerk
- Binger-Loch-Strecke: Überarbeitung der ehedem geplanten 3. Öffnung

### Mitarbeit in Verbänden
- Hafenbautechnische Gesellschaft
- Zentralverein für deutsche Binnenschiffahrt e. V., Minden
- Deutscher Wasserstraßen- und Schifffahrtsverein Rhein-Main-Donau e. V., Nürnberg
- Verein Deutscher Elektrizitätswerke e. V. (VDEW), Frankfurt am Main
- Verein Deutscher Ingenieure

## Veröffentlichungen
- B. Rümelin et al.: Flüsse und Kanäle – Die Geschichte der deutschen Wasserstraßen in 2 Bänden, herausgegeben von  Martin Eckoldt. Hamburg 1998, DSV-Verlag. ISBN 3-88412-243-6 und 3-88412-286-X